# Alfred Rammelmeyer
Alfred Rammelmeyer, nemški filolog, slavist, predavatelj in akademik, * 31. december 1909, † 16. marec 1995.
Rammelmeyer je deloval kot redni profesor za slovansko filologijo na Univerzi v Frankfurtu ob Maini in bil dopisni član Slovenske akademije znanosti in umetnosti (od 24. aprila 1981).